# 1331年
| 千纪： | 2千纪 |
| 世纪： | 13世纪 \| 14世纪 \| 15世纪                                                                                 |
| 年代： | 1300年代 \| 1310年代 \| 1320年代 \| 1330年代 \| 1340年代 \| 1350年代 \| 1360年代                           |
| 年份： | 1326年 \| 1327年 \| 1328年 \| 1329年 \| 1330年 \| 1331年 \| 1332年 \| 1333年 \| 1334年 \| 1335年 \| 1336年 |
| 纪年： | 辛未年（羊年）；元至顺二年；越南開祐三年；日本元德三年，元弘元年                                           |

## 大事记
- 日本後醍醐天皇攜帶三神器逃出京都，以比叡山為據點舉兵討幕，元弘之亂開始。
- 奧斯曼帝國奧爾汗一世攻陷尼西亞。

## 出生
- 2月16日：薩盧塔蒂，佛罗伦萨政治领袖
- （存疑）萨尔韦斯特罗·德·美第奇，佛罗伦萨市政委员会主席

## 逝世
- 1月14日：鄂多立克，意大利探险家
- 10月27日：阿布·菲達，库尔德叙利亚历史学家和地理学家